# Journée noire pour un bélier
Pour plus de détails, voir Fiche technique et Distribution.
Journée noire pour un bélier (titre original : Giornata nera per l'ariete) est un giallo  italien réalisé par Luigi Bazzoni, sorti en 1971.

## Synopsis
Un journaliste alcoolique, Andrea Bild, est contacté par un couple, Walter et son amie Julia, qui leur affirment qu'ils ont été témoin d'une violente agression. Bild, seul contre tous, enquête malgré l'opposition de la police. Mais c'est sur lui que se portent les soupçons d'une série de meurtres dont il devra retrouver le meurtrier pour s'innocenter. Bild découvre que toutes les victimes sont liées : elles ont toutes été assassinées un mardi et elles étaient nées sous le signe astrologique du bélier.

## Fiche technique
- Titre original : Giornata nera per l'ariete
- Titre français : Journée noire pour un bélier
- Réalisateur : Luigi Bazzoni
- Scénariste : Luigi Bazzoni  et Mario Di Nardo, d'après le roman The Fifth Cord de Dominic Devine
- Montage : Eugenio Alabiso
- Musique : Ennio Morricone
- Photographie : Vittorio Storaro
- Production : Manolo Bolognini
- Costumes : Fiorenzo Senese
- Décors : Gastone Carsetti
- Société de production : B.R.C. Produzione S.r.l.
- Pays : Italie
- Genre : Giallo
- Durée : 88 minutes
- Date de sortie : 
  -  Italie : 28 août 1971

## Distribution

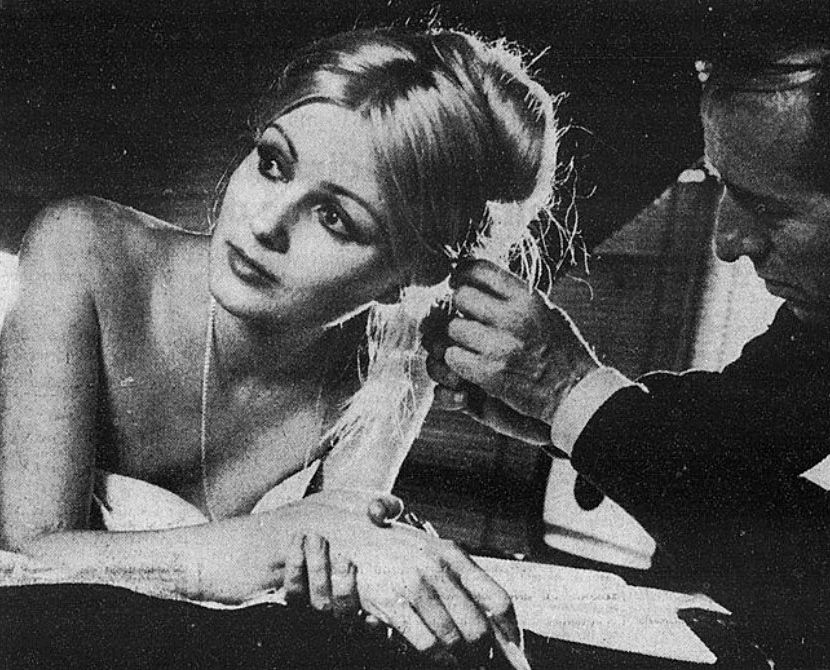
Pamela Tiffin sur le tournage.

- Franco Nero (VF : Pierre Arditi) : Andrea Bild
- Silvia Monti : Helene
- Pamela Tiffin : Lu Auer
- Wolfgang Preiss : le commissaire de police
- Ira Fürstenberg : Isabel Lancia
- Edmund Purdom : Edouard Vermont
- Maurizio Bonuglia : John Lubbock
- Rossella Falk : Sophia Bini
- Renato Romano : Dr Richard Bini
- Guido Alberti : Traversi
- Luciano Bartoli : Walter Auer (comme Luciano Baroli)
- Agostina Belli: Giulia Soavi
- Corrado Gaipa : le chef de Bild
- Andrea Scotti : Vogel
- Luigi Antonio Guerra